# Astro Boy (serie animata 1980)
Astro Boy (鉄腕アトム?, Tetsuwan Atomu) è il remake datato 1980-81 della prima serie anime del 1963-66 dedicata ad Astro Boy; entrambe sono adattamenti del manga creato negli anni cinquanta da Osamu Tezuka.
Questa seconda serie in 52 episodi (l'unica giunta in Italia, nel 1982, con un totale di 50 dei 52 episodi trasmessi) pone una maggior attenzione, rispetto alla precedente, nei confronti delle abilità robotiche di Astro, oltre ad avere una trama un po' più cupa e triste rispetto all'originale; non è raro difatti vedere il protagonista soffrire a causa delle azioni e/o misfatti compiuti da altri. Il 12 dicembre 2013, la serie è stata presentata da Yamato Video in una Edizione Deluxe, un cofanetto DVD a tiratura limitata e numerata, che include tutti gli episodi, inclusi i due mai trasmessi in tv, che sono presentati nel penultimo disco sottotitolati.

## Trama
La storia è situata nel futuro a Tokyo, per l'esattezza nel 2030. Qui il ministro della scienza, dottor Tenma, sta tentando di creare un robot capace d'esprimere emozioni e sentimenti umani. Dopo il suo quarto tentativo fallito, viene avvicinato da un uomo misterioso che gli offre uno strano circuito meccanico il quale, se installato in un robot, è capace di umanizzarlo.
Ispirato, Tenma si mette al tavolo di lavoro, dimenticandosi della promessa fatta al figlioletto Tobio di accompagnarlo al luna park. Il bambino ci va da solo ma ha un incidente e rimane gravemente ferito: poco prima di morire il ragazzo fa promettere al padre di costruire un robot che sia contemporaneamente il più forte al mondo e che sappia amare come un figlio.
Tenma lo crea capace di volare e dotato di laser e mitragliatrici; tuttavia, l'uomo che lo aveva precedentemente avvicinato riesce ad ottenere i progetti di costruzione appartenenti allo scienziato e ne porta un suo duplicato al conte di Valpurga il quale aspira ad utilizzare un super robot per ottenere il dominio sul mondo intero.
Intimorito dalla potenziale minaccia che potrebbe rappresentare per l'umanità del robot-figlio di Tenma, il primo ministro ordina che venga smontato la notte seguente: Tenma però lo porta segretamente a casa sua. Intanto però il conte ha attivato la sua copia ed in quel momento Astro perde i sensi, gli occhi iniziano a lampeggiare di rosso e finisce col perdersi nel bel mezzo alla città.
Tenma, rendendosi conto che presto l'esistenza di Astro verrà scoperta, decide di portarlo in mare aperto e salpano su una nave da crociera diretta negli Stati Uniti. Il robot però fatica a controllare la propria forza sovrumana e Tenma, dopo un grave incidente, lo rinnega. Nascosto sul ponte Astro viene avvicinato dal direttore di un circo per robot di nome Hamegg che lo induce a firmare un contratto di servitù.
Tenma, pentito, sbarca dalla la nave inizia le ricerche di Astro, che ormai si trova al circo dove è trattato crudelmente; per merito di uno scienziato locale viene aiutato a fuggire. Divenuto nuovo capo del ministero della scienza lo studioso fa diventare Astro il difensore del mondo a servizio del bene.

## Episodi
Gli episodi 32 e 51 non sono stati doppiati in italiano.
| Nº | Titolo italiano Giapponese 「Kanji」 - Rōmaji | In onda           | In onda |
| Nº | Titolo italiano Giapponese 「Kanji」 - Rōmaji | Giapponese        |         |
| 1  | La nascita di Astroboy 「アトム誕生」 - Atomu tanjō | 1º ottobre 1980   |         |
| 2  | Atlas 「アトム対アトラス」 - Atomu tai Atorasu – "Astroboy vs Atlas" | 8 ottobre 1980    |         |
| 3  | Il circo dei robot 「ロボットサーカス」 - Robottosākasu | 15 ottobre 1980   |         |
| 4  | SOS compagni di classe in pericolo 「クラスメートを救え！」 - Kurasumēto o sukue! – "Salva i tuoi compagni di classe!"                                                                        | 22 ottobre 1980   |         |
| 5  | Il ritorno di Atlas 「アトム対アトラス・2 アトラス復活」 - Atomu tai Atorasu 2 Atorasu fukkatsu – "Astroboy vs Atlas 2 Atlas rianimato"                                                       | 29 ottobre 1980   |         |
| 6  | Robotlandia 「ロボットランド」 - Robottorando | 5 novembre 1980   |         |
| 7  | Frankenstein 「フランケンシュタイン」 - Furankenshutain | 12 novembre 1980  |         |
| 8  | Il gatto rosso 「赤いネコ」 - Akai neko | 19 novembre 1980  |         |
| 9  | Il castello di cristalli 「アトム対アトラス 3 砂漠のクリスタル」 - Atomu tai Atorasu 3 sabaku no kurisutaru – "Astroboy vs Atlas 3 Cristallo del deserto"                                     | 26 novembre 1980  |         |
| 10 | La corsa intorno all'equatore 「白い惑星号」 - Shiroi wakusei-gō – "Il pianeta bianco" | 3 dicembre 1980   |         |
| 11 | Il robot presidente 「ロボット大統領」 - Robotto daitōryō | 10 dicembre 1980  |         |
| 12 | Il grande Damdam 「ダムダムの首」 - Damu damu no kubi – "Il collo della diga" | 17 dicembre 1980  |         |
| 13 | Il robot invisibile 「電光人間」 - Denkō ningen – "Fulmine umano" | 24 dicembre 1980  |         |
| 14 | Una sorella tutta pepe 「ウランはおてんば娘」 - Uran wa otenbamusume – "Una ragazza di uranio"                                                                                                | 7 gennaio 1981    |         |
| 15 | Robio e Robietta 「ロビオとロビエット」 - Robio to Robietto | 14 gennaio 1981   |         |
| 16 | Viaggio su Marte 「火星隊長」 - Kasei taichō – "Capitano di Marte" | 21 gennaio 1981   |         |
| 17 | I pirati dello spazio 「スペースシャトルSOS」 - Supēsushatoru esuōesu – "Space Shuttle SOS"                                                                                                   | 28 gennaio 1981   |         |
| 18 | Gita sulla luna 「アトム対アトラス 4 恐怖のすい星」 - Atomu tai Atorasu 4 kyōfu no suisei – "Astroboy vs Atlas 4 La cometa della paura"                                                       | 4 febbraio 1981   |         |
| 19 | Astroboy nemico 「悪魔の風船」 - Akuma no fūsen – "I palloncini del diavolo" | 11 febbraio 1981  |         |
| 20 | II mille volti 「十字架島のプーク」 - Jūjika shima no pūku – "Pook dell'isola" | 18 febbraio 1981  |         |
| 21 | SOS dalla luna 「イワンのバカ」 - Iwan no baka – "Il pazzo di Ivan" | 25 febbraio 1981  |         |
| 22 | Il terremoto 「うそつきロボット」 - Uso-tsuki robotto – "Bugiardo robot" | 4 marzo 1981      |         |
| 23 | La stella Alsor 「アルソアから来た少女」 - Arusoa kara kita shōjo – "La ragazza di Alsor" | 11 marzo 1981     |         |
| 24 | Il più grande robot del mondo (prima parte) 「地上最大のロボット・前編」 - Chijō saidai no robotto (zenpen)                                                                                   | 18 marzo 1981     |         |
| 25 | Il più grande robot del mondo (seconda parte) 「地上最大のロボット・後編」 - Chijō saidai no robotto (kōhen)                                                                                  | 25 marzo 1981     |         |
| 26 | I robot della notte 「アトム対アトラス 5 暴走族ガデム」 - Atomu tai Atorasu 5 bōzōzoku gademu – "Astroboy vs Atlas 5 Bust Gadem"                                                              | 1º aprile 1981    |         |
| 27 | La macchina del tempo 「ブラックジャックの大作戦」 - Burakku jakku no dai sakusen – "La battaglia di Blackjack"                                                                               | 8 aprile 1981     |         |
| 28 | Teatro di posa 「ちびロボサムの大冒険」 - Chibi robosamu no dai bōken – "La grande avventura di Chibi Robosam"                                                                                | 29 aprile 1981    |         |
| 29 | Astroboy contro Atlas 「アトム対アトラス 6 氷の中の帝王」 - Atomu tai Atorasu 6 kōri no naka no teiō – "Astroboy vs Atlas 6 L'imperatore nel ghiaccio"                                        | 6 maggio 1981     |         |
| 30 | Urane nei guai 「ウランちゃんとウランちゃん」 - Uran-chan to Uran-chan – "Uran e Uran" | 13 maggio 1981    |         |
| 31 | La locomotiva nella tempesta 「嵐の中を突っ走れ！」 - Arashi no naka o tsuppashire! – "Corri nella tempesta"                                                                                  | 3 giugno 1981     |         |
| 32 | Il mistero di Cleopatra 「クレオパトラの謎」 - Kureopatora no nazo | 17 giugno 1981    |         |
| 33 | La metropolitana impazzita 「アトム対アトラス 7 地下鉄大暴走」 - Atomu tai Atorasu 7 chikatetsu dai bōsō – "Astroboy vs Atlas 7 Fuga in metropolitana"                                        | 1º luglio 1981    |         |
| 34 | L'elefantino 「子象プーラ」 - Ko zō pūra | 8 luglio 1981     |         |
| 35 | Il segreto delle api 「ミツバチ島の秘密」 - Mitsubachi shima no himitsu – "Il segreto di Honeybee Island"                                                                                     | 15 luglio 1981    |         |
| 36 | Il mostro di Clarken 「クラーケンの怪物」 - Kurāken no kaibutsu – "Il mostro di Kraken" | 22 luglio 1981    |         |
| 37 | Avventura sull'isola 「ポチョムポチョム島のルミー」 - Pochomupochomu shima no rumī – "Rumi di Potem Pochom Island"                                                                            | 5 agosto 1981     |         |
| 38 | La pistola che spara sulla luna 「アトム対アトラス 8 衛星破壊！プロトン砲」 - Atomu tai Atorasu 8 eisei hakai! Puroton-hō – "Astroboy vs Atlas 8 Distruggi i satelliti! La pistola protonica" | 19 agosto 1981    |         |
| 39 | La sfera solare 「盗まれた太陽」 - Nusuma reta taiyō – "Il sole rubato" | 2 settembre 1981  |         |
| 40 | La storia di Rosalind 「ブラックルックス」 - Burakkurukkusu – "Aspetto nero" | 16 settembre 1981 |         |
| 41 | Il robot che viene dallo spazio 「魔神ガロン」 - Majingaron – "Genie Gallon" | 23 settembre 1981 |         |
| 42 | I tre disoccupati 「進め！ガラクタ三銃士」 - Susume! Garakuta sanjūshi – "Avanti! I tre moschettieri"                                                                                         | 14 ottobre 1981   |         |
| 43 | Atlas salva Astroboy 「アトム対アトラス 9 アトラスよ永遠に」 - Atomu tai Atorasu 9 Atorasu yo eien ni – "Astroboy vs Atlas 9 Atlas per sempre"                                                | 21 ottobre 1981   |         |
| 44 | Il leopardo volante 「宇宙ヒョウ」 - Uchū hyō – "Leopardo spaziale" | 28 ottobre 1981   |         |
| 45 | Il grande luna park 「ウランちゃんの神様」 - Uran-chan no kamisama – "Dio dell'uranio" | 4 novembre 1981   |         |
| 46 | La stazione spaziale 「宇宙空港R-45」 - Uchū kūkō R-45 – "Aeroporto spaziale R-45" | 11 novembre 1981  |         |
| 47 | Il sogno di Astroboy 「飛行船 危機一髪！」 - Hikōsen kikiippatsu! – "Crisi del dirigibile vicino!"                                                                                            | 18 novembre 1981  |         |
| 48 | Una strana leggenda 「人面岩」 - Rén miàn yán – "La roccia dalla faccia umana" | 25 novembre 1981  |         |
| 49 | Il robot di Urane 「ウランは殺し屋が好き」 - Uran wa koroshi-ya ga suki – "L'uranio ama gli assassini"                                                                                        | 2 dicembre 1981   |         |
| 50 | Il vichingo 「オーディンの大魔境」 - Ōdin no dai makyō – "La grande magia di Odino" | 9 dicembre 1981   |         |
| 51 | L'ira della sfinge 「スフインクスの怒り」 - Sufinkusu no ikari | 16 dicembre 1981  |         |
| 52 | Il primo amore di Astroboy 「アトムの初恋」 - Atomu no hatsukoi | 23 dicembre 1981  |         |